# 山之内幸夫
山之内 幸夫（やまのうち ゆきお、1946年〈昭和21年〉- ）は、日本の元弁護士。YouTuber。元大阪弁護士会所属。山口組の顧問弁護士だったことで知られる。

## 人物
1946年、香川県小豆郡小豆島に生まれる。実家は小さな魚屋を営んでおりさほど裕福ではなかった。また、母親は読み書きもできなかったが、昼は魚屋、夜はふぐ鍋の屋台を切り盛りして生活費や学費を捻出していた。2歳のころより、大阪で幼少時代を過ごす。大阪府立成城工業高等学校卒業。
1970年、早稲田大学法学部を卒業。1972年、司法試験に合格。司法修習を終え、1975年、大阪弁護士会に登録。
損害保険会社の顧問弁護士事務所に就職しており、交通事故関係の事件を主に担っていたことから、暴力団と当初は敵対する関係であったが、そのうち、1976年頃より暴力団関係者から逆に弁護を依頼されることが多くなる。1984年、山口組の顧問弁護士に同組幹部・小田秀臣の推薦で就任する。
1987年、大阪弁護士会より、「暴力団の顧問は弁護士の品位を害する」という理由で懲戒処分を受ける。1988年、徳間書店で『悲しきヒットマン』を刊行、翌89年に東映にて映画化される。1990年公開の映画『激動の1750日』にも関わった。
1991年2月、恐喝罪で逮捕。1995年3月23日にて、大阪地方裁判所は無罪判決を下すが、検察側は控訴する。1997年2月25日、大阪高等裁判所で控訴棄却となり、同年3月13日無罪が確定する。この際、150人の弁護団が結成される。その後、一時、相場師として生計を立てようとするが、相場の下落で失敗。
その後も、著作活動をしつつ、弁護士活動を続ける。

### 弁護士資格を喪失
2013年9月9日、大阪府摂津市で事業をめぐって紛争中だった会社の倉庫の扉を開けるために、依頼人の男をそそのかして壁を破壊させた建造物損壊罪教唆の嫌疑で2014年4月に在宅起訴された。2015年1月、大阪地方裁判所は懲役10ヶ月執行猶予2年の有罪判決を下し、2015年11月19日に最高裁判所で確定した。この判決により弁護士資格を喪失。現在は、著作活動をしながら大阪府内で暮らしている。
2022年7月公式YouTubeチャンネルを開設した。

## その他
- 「暴力団員の構成員は貧しい家庭の者が多く、親の愛情も満足に受けられなかった人が多かった。親の愛情を受けた子供は絶対ヤクザにはならない」と発言している。
- オウム真理教を弁護した横山昭二弁護士を「大阪弁護士会2000人のうち2001番目の弁護士だ。」などと発言し、横山から名誉を毀損したとして、民事訴訟を起こされ1審では勝訴したが、2審では敗訴し、30万円の損害賠償請求が命じられた。
- 日本ペンクラブ会員。
- 趣味はクラシックギターを弾くこと。

## 主な著作
- 悲しきヒットマン（1988年、徳間書店）ISBN 978-4198928582、のち徳間文庫（新版2008年）ISBN 978-4198928582
- チャカ - その愛、その死 巨大ヤクザ組織・抗争に生きる人々（1990年、徳間書店）ISBN 978-4191342958
- 悪徳弁護士（1994年、飛鳥新社）ISBN 978-4870311602
- 実録 女師 遊廓 信太山エレジー（1998年、双葉社）ISBN 978-4575233407
- はぐれ弁護士「生贄」の記 山口組元顧問弁護士述懐（2002年、システムファイブ）ISBN 978-4915689178
- 山口組 顧問弁護士（2016年、KADOKAWA・角川新書）ISBN 978-4040820934
- 日本ヤクザ「絶滅の日」：元・山口組顧問弁護士が見た極道の実態（2017年、徳間書店）ISBN 978-4198644536
- 山口組の「光と影」：昭和と平成それぞれの分裂（沖田臥竜と、2019年、サイゾー）ISBN 978-4866251158
- 山口組の平成史（2020年、筑摩書房・ちくま新書）ISBN 978-4480072771

## 出演
- 難波金融伝・ミナミの帝王シリーズ（法律監修として携わり、一部作品には端役として出演）
- 影の交渉人 ナニワ人情列伝シリーズ（同じく法律監修として携わり、一部作品に端役として出演）
- ヤクザと憲法
- 鬼火
- 「アナザーストーリーズ 運命の分岐点 山口組対一和会〜史上最大の抗争〜」- NHK BSプレミアム 2017年4月11日放送
- 首領の女（2002年）- 大泉正男（議員）

## 原作・原案・監修
映画
- 悲しきヒットマン（1989年、東映、主演：三浦友和）原作、出演
- 鬼火（1997年、ギャガ、主演：原田芳雄）原案
- 実録・ヒットマン 妻その愛（2002年、東映、主演：哀川翔）原作

Vシネマ
- 縁切り闇稼業 シリーズ（1999年 - 2000年）法律監修
  - 縁切り闇稼業1「システム金融の罠」
  - 縁切り闇稼業2「恐怖!毒殺保険金詐欺」
  - 縁切り闇稼業3「重婚詐欺の陰謀」
  - 縁切り闇稼業4「戦慄のカルト教団」
  - 縁切り闇稼業5「芸能界秘密パーティの陰謀」
- 組長×射殺〜敵を狩れ〜（2007年、主演：小沢仁志）監修
- 組長×射殺〜首領を撃て〜（2007年、主演：小沢和義）監修
- 修羅の妻（おんな）たち 〜射殺者の妻、その愛〜 (2008年、主演：楠城華子）原案・監修
- 修羅の妻（おんな）たち 〜鉄砲玉の女〜 (2008年、主演：川村ひかる）原案・監修